# Russische Großlandschaften

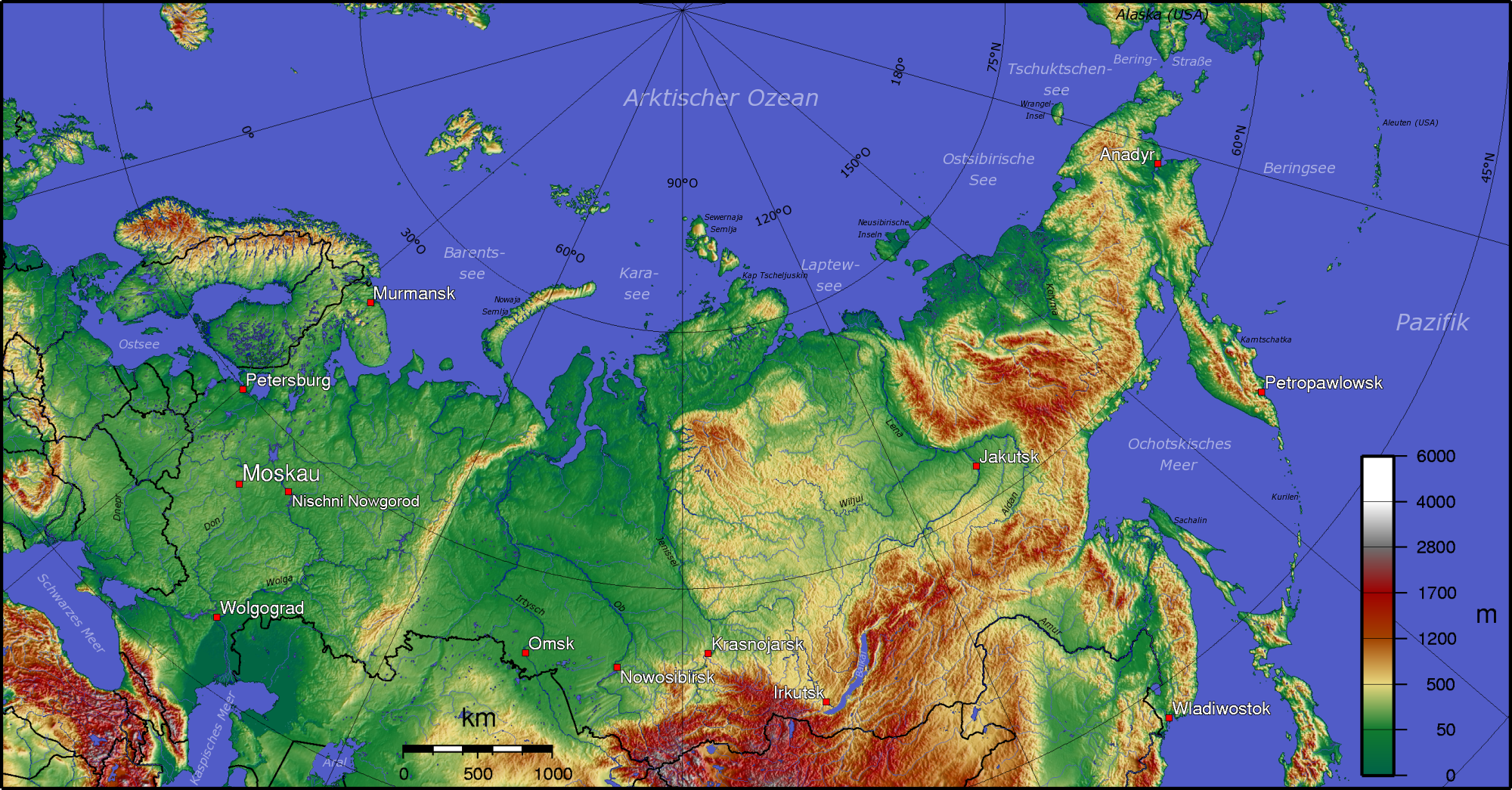
Topografie von Russland

Als russische Großlandschaften werden die acht sich aneinander reihenden Landschaftsformen bezeichnet, die das in Europa und Asien liegende Russland, den flächenmäßig größten Staat der Erde, in seiner Gesamtheit geografisch aufgliedern.

## Geografie

### Überblick
Die nördlichen russischen Großlandschaften, in denen vielerorts der Permafrost regiert, ragen ganz (nur Nordsibirisches- und Ostsibirisches Tiefland) oder teils (z. B. Mittelsibirisches- und Ostsibirisches Bergland) über den Polarkreis hinaus und stoßen an das Nordpolarmeer.
An die westlichste Großlandschaft Russlands, die Osteuropäische Ebene, die noch weit in osteuropäische Staaten hineinreicht, schließen sich an der russischen Grenze mehrere osteuropäische Ebenen, Flachländer und Landrücken an; im Süden grenzt diese größte russische Landschaftsform an Küstenabschnitte des Schwarzen- und Kaspischen Meers und dazwischen an den Kaukasus.
Die Großlandschaften, die etwa in der Mitte des Landes liegen (Westsibirisches Tiefland, Mittelsibirisches Bergland und Mitteljakutische Niederung), stoßen im Südwesten an die Kasachische Steppe und im Süden an die Südsibirischen Gebirge, eine der acht russischen Großlandschaften, die weiter südlich zum Beispiel in die chinesische Dsungarei abfällt und in viele asiatische Hochgebirge übergeht.
Die östlichste russische Großlandschaft (Ostsibirisches Bergland), stößt im Südosten an den Pazifik beziehungsweise an dessen Randmeere, im äußersten Osten Russlands an die Beringstraße und im Norden an das Nordpolarmeer.

### Aufgliederung
In West-Ost-Richtung gliedert sich Russland hauptsächlich in folgende acht Großlandschaften:
1. Osteuropäische Ebene, westlich des Uralgebirges
2. Westsibirisches Tiefland, östlich des Uralgebirges
3. Nordsibirisches Tiefland, südlich des Arktischen Ozeans
4. Mittelsibirisches Bergland, zwischen Jenissei und Lena
5. Südsibirische Gebirge, Gebirge im Süden Russlands (bzw. Sibiriens)
6. Mitteljakutische Niederung, gemeinsame Fluss-Niederung von Lena und Wiljui
7. Ostsibirisches Bergland, mehrere aufeinander folgende Gebirge östlich der Lena
8. Ostsibirisches Tiefland, südlich der Ostsibirischen See

Anmerkung: Im Grenzbereich zu Kasachstan hat Russland auch noch Anteil an der großflächigen Kaspischen Senke (u. a. mit Kaspischem Meer), die sich südlich an die Osteuropäische Ebene anschließt und eine weitere russische  Großlandschaft darstellt.

### Landschaftsbild
Die acht russischen Großlandschaften bestehen hauptsächlich aus Ebenen, Flachländern, Gebirgen und Niederungen, in denen sich meist viele andere Landschaftsarten befinden, zum Beispiel Becken, Gebirge, Landrücken, Niederungen, Seen, Senken und Sümpfe.
Oftmals werden diese Großlandschaften, die teils sehr waldreich sind, von Flüssen durchschnitten, von denen einige – insbesondere Amur, Irtysch, Jenissei, Lena, Ob und Wolga – mit ihren teils anders genannten Quellflüssen zu den größten Strömen der Erde gehören.
Von den eben genannten Seen, die das Bild der russischen Großlandschaften auflockern, gehören einige zu den größten der Erde: Während das Kaspische Meer, dessen Gewässer sich nur teilweise auf russischem Gebiet befindet, der flächenmäßig größte See des Planeten ist, stellt der Baikalsee dessen volumenmäßig größten und tiefsten See dar. Der Ladogasee ist der flächenmäßig größte See in Europa. Neben diesen natürlich entstandenen Stillgewässern gibt es zahlreiche künstlich geschaffene Stauseen, von denen der Kuibyschewer Stausee der flächenmäßig drittgrößte der Erde ist und der Bratsker Stausee der volumenmäßig drittgrößte.

### Innereurasische Grenze
Quer durch die russischen Großlandschaften verläuft entlang der vom Ural gebildeten Nahtstelle der Osteuropäischen Ebene und des Westsibirischen Tieflands die Innereurasische Grenze, eine künstlich erdachte und nicht exakt festgelegte Grenzlinie, die Europa und Asien in zwei Erdteile untergliedert.

## Besiedelung
Besonders der europäische Teil Russlands, teils aber auch die Landesmitte, ist stark von Menschen bevölkert und geprägt, so dass viele Ortschaften, Städte und Ballungsräume beziehungsweise Industriezentren mit teils ausgeprägter Infrastruktur und vielfächriger Wirtschaft entstanden beziehungsweise entstehen. Die größte Stadt ist Moskau. Sie ist die russische Hauptstadt und eine Weltstadt. Die Bevölkerungsdichte nimmt insgesamt von West nach Ost ab.
Der meist flach gegliederte Norden und der größtenteils gebirgige Ost- und Südostteil von Russland ist nicht oder nur wenig besiedelt und aufgrund der harten Klimabedingungen und der meist undurchdringlichen Landschaftsformen oft nur schwer oder nicht zu bewirtschaften.